# The Citadel (Tasmanien)
The Citadel ist ein 929 Meter hoher Berg im Süden des australischen Bundesstaates Tasmanien. Er liegt am Nordostende der Frankland Range über dem Lake Pedder.
Nördlich anschließend befindet sich The Lion und östlich schließt der Murpheys Bluff an. Außerdem bildet der Berg das Südostufer von The Moat, einem Bergsee.